# Tetrastigma pedunculare
Tetrastigma pedunculare là một loài thực vật hai lá mầm trong họ Nho. Loài này được (Wallich ex Lawson) Planch. miêu tả khoa học đầu tiên năm 1887.